# 田那村作八
田那村作八（たなむら さくはち、生没年不詳）は、幕末の武士。
詳細は不明だが、旗本・板橋家の陪臣であったという。江戸の士学館で桃井春蔵の内弟子として鏡新明智流を学んでいた。素行はあまり良くなかったようで、道場内での評判は悪かったという。
安政4年（1857年）同門の山本数馬とともに夜道を歩いている時に、古物商・佐州屋金蔵と接触した際に酒の酔いもあって金蔵を威圧した所、金蔵が荷物を置いて退散した。その荷物とは懐中時計2つであり、作八はそれを山本と計って古物商に山本名義で売り払ってしまった。以後の作八の行動は不明だが、この事件によって山本数馬は脱藩の憂き目に遭う事になった。

## 関連作品
漫画
- 『サムライせんせい』（黒江S介）

テレビドラマ
- 『龍馬伝』（NHK大河ドラマ、演：吉増祐士）

## 関連書籍
- 『正伝　岡田以蔵』（松岡司）